# Station Namsskogan
Station Namsskogan is een spoorwegstation in Namsskogan in de Noorse gelijknamige gemeente. Het station stamt uit 1940 toen Nordlandsbanen in gebruik werd genomen tot aan Mosjøen.